# Dompierre-sur-Helpe Communal Cemetery
Dompierre-sur-Helpe Communal Cemetery is een Britse militaire begraafplaats gelegen in de Franse plaats Dompierre-sur-Helpe (Noorderdepartement). De begraafplaats wordt onderhouden door de Commonwealth War Graves Commission.
De begraafplaats telt 3 geïdentificeerde Gemenebest graven uit de Eerste Wereldoorlog.